# 松島日記
『松島日記』（まつしまにっき）は、鎌倉時代に成立したとみられる日本の紀行文。清少納言の著書であると信じられていた時期もあるが、現在では否定されている。

## 概要
皇后定子の崩御後、宮仕えを退き人目をはばかるように隠棲していた清少納言は下野守・顕忠の娘である尼に薦められて陸奥国へ旅立つ。甲賀・伊勢・三河・駿河を経て、苫屋の里に編まれた聖の庵室で年を越した清少納言は翌年の3月20日に夢で阿弥陀如来のお告げを受け、庵室を出立。武蔵・下野を経て白河の関を越え、陸奥国宮城郡の国府（現在の多賀城市）にたどり着く。
顕忠女との再会を心待ちにしていた清少納言であったが顕忠女は既に国府を離れ松島に移り住んでいると聞かされ、僧都某より僧坊の一角に部屋を建て増してもらい、そこで月日を過ごす。清少納言は都嶋（松島の一島）に暮らす顕忠女との再会を果たし、2人で暮らすようになるが翌年、顕忠女は清少納言を残してこの世を去る。
それ以後、清少納言は顕忠女との日々に思いを馳せ、都からの便りが来ることも稀な松島で6年を過ごしている。

## 解説
本書は、本居宣長が『玉勝間』巻二において「いみじき偽書（いつわりぶみ）」と、後世に創作された偽書であると看破している。『玉勝間』ないし後世の研究者が本書を清少納言の著作でなく、偽書と判断した主な理由は以下の通りである。
- 顕忠女の父「顕忠」とは『群書類従』に掲載された清原氏の系図で清少納言の祖父、すなわち清原元輔の父を「顕忠」と記載している所から採ったと思われるが、元輔の父の名は『大日本史』などにより「春光」と認められる。「顕忠」は藤原元輔の父で「富小路右大臣」を号した藤原顕忠と混同されたことに伴う誤りであるとするのが現在の定説である。
- 本編中で詠まれている「たよりある 風もや吹くと 松島に よせて久しき あまのつり舟」（下の句は「あまのはし舟」とも）の和歌は『清少納言集』に見え『玉葉和歌集』（1081番）にも採られているが『清少納言集』の詞書には「人のもとにはじめてつかはす」と、本作とは全く異なる状況が示されており、実際に松島の地で詠んだものとは考えられない。

## テキスト
- 千本英史・編『須磨記・清少納言松島日記・源氏物語雲隠六帖』（現代思潮新社、2004年）